# Borgo d'Anaunia
Borgo d'Anaunia est une commune italienne d'environ 2 500 habitants située dans la province autonome de Trente dans la région du Trentin-Haut-Adige dans le nord-est de l'Italie. Elle est créée le 1er janvier 2020 à la suite du référendum populaire du 18 décembre 2016, avec la fusion des municipalités de Fondo, Malosco et Castelfondo.
Les communes limitrophes sont  Appiano sulla Strada del Vino, Lauregno, Novella, Ronzone, San Pancrazio, Sarnonico et Senale-San Felice.